# Свято-Знаменський жіночий монастир УПЦ МП (Вербівське)
Свято-Знаменський жіночий монастир УПЦ МП — церковна установа УПЦ МП, розташована в селі Вербівське колишнього Васильківського, нині Синельниківського району Дніпропетровської області.

## Історія

### Заснування
У другій половині XIX сторіччя вдова надвірного радника, потомствена дворянка Василенко Катерина Павлівна в своєму маєтку на березі річки Роставиці побудувала Свято-Покровський храм. Після відвідин Єрусалиму вона вирішила залишити мирське життя і на свої кошти побудувати жіночий монастир. На початку 1880-х років вона звернулася в Катеринославську духовну Консисторію з проханням, про установу на землі, що належить її, при хуторі Розгульному Олександрівського повіту жіночої общини в ім'я ікони Знамення Божій Матері. На це було дано дозвіл імператора Миколи II.

На підставі рапорту єпископа Катеринославського й Таганрізького Феодосія (Макаревського), 9 травня 1881 року Священний Синод визначив: 
|  | При хуторі Розгульному Олександровського повіту заснувати жіночу общину в ім'я Знамення Божієй Матері з найменуванням "Знаменська пустель", з таким числом сестер, яке община в змозі буде містити на свої кошти. |

 Катерина Василенко пожертвувала на майбутній монастир 500 десятини землі. У 1901 році почалося будівництво монастиря. Як було зазначено в статуті: 
|  | З метою доставлення бажаючим вести життя богоугодне і поширення серед оточення християнського благочестя шляхом виховання і навчання підростаючого покоління в дусі Православної Церкви і піклування про немічних і бідних старих та дітей |

 Незабаром були побудовані житлові корпуси і інші надвірні монастирські приміщення, зимовий храм на честь ікони Знамення Божої Матері і закладений другий трьохпрестольний, літній, храм — Спасо-Преображенський. До 1903 року в нім працювали вже більше 200 черниць і був відкритий притулок для дівчаток з бідних сімей і сиріт. В той же час при обителі була відкрита школа і майстерні, у тому числі і малярна. У 1904 році Катерина Павлівна прийняла постриження з ім'ям Єлисавета і в 1907 році була зведена в сан ігумені, що було передбачене їй юродивим стариком при відвідинах нею Святої Землі міста Єрусалиму, задовго до будівництва обителі, словами: 
|  | А ось йде ігуменя Знаменського монастиря Єлисавета |

Через три роки в 1910 році вона була удостоєна високої нагороди — наперсного хреста з прикрасами.
Існує переказ, про те, що відразу після влаштувало обителі до ігумені Єлисавети прийшло близько ста дівчат, які бажали стати чорницями. Це ще більш укріпило серце настоятельки в її намірі облаштувати величний монастир.
Для будівництва обителі був побудований цегляний завод, де сестри самі виробляли цеглину. Спочатку була побудована зимова церква з прилеглими до неї житловими корпусами. Потім почалося будівництво літнього собору на 5000 чоловік. Багато будівельних матеріалів матінка Єлисавета привозила з Індії, Єгипту та інших країн. На початок другого десятиліття XX століття обитель налічувала близько 700 черниць. Власність Знаменської пустелі налічувала 500 гектарів землі, також був свій свічний завод, іконописні майстерні, пекарня і маслоробня. Сестри вирощували дуже цінні сорти пшениці, мали три ставки, в яких розводили рибу. При монастирі був величезний сад з особливими, привезеними з-за кордону, сортами фруктових дерев і квітів. Як згадують старожили, обитель була однією з багатющих на півдні України. У 1906 році обитель отримала новий статус — Знаменський гуртожительний жіночий монастир.

### Радянські часи
В 1927 році монастир був закритий. У теплій монастирській церкві зробили спортзал, в монастирських корпусах розмістили школу. В кінці 1945 року радянська влада підірвала літній собор Преображенський, могила першої ігумені опоганена, а її мощі були викинуті. Благочестиві селяни перенесли останки настоятельки в Покровський храм, де вони зберігаються і понині. У 1960-і роки радгосп побудував для школи нову будівлю, а монастирські споруди місцеве населення почало розбирати на будівельні матеріали. До кінця 1990-х років монастир був руїнами, зарослими чагарниками, бур'яном і старими деревами, навколо лежало сміття.

### Відродження монастиря
У 1995 році по благословенню архієпископа Дніпропетровського і Криворізького Ірінея почалося відновлення монастиря. Священний Синод УПЦ (МП) підтримав цей намір і ухвалив відкрити обитель з призначенням нової настоятельки. Під час Великого поста в село Вербівське була прислана ігуменя Георгія (Емельянова) з чотирма сестрами з жіночої обителі Свято-Троїцької сіла Дермань Рівненської єпархії. Велику допомогу для відновлення обителі надають Дніпропетровський архіпастир, благочинний Павлоградського округу протоієрей Валентин Цешковський, благочинний Синельниковського округу протоієрей Микола Фесенко і багато інших. Стараннями ігумені Георгії, вже немолодої жінки, відроджується минула краса обителі. Церква відзначила жертовну працю настоятельки високою нагородою — від імені Його Блаженства Митрополита Володимира їй вручений наперсний Хрест з прикрасами.
У 2003 році монастир зустрів 100-річний ювілей з дня свого заснування. У тому ж році ігуменя Георгія зустріла свій 70-річний ювілей. З нагоди знаменної події митрополит Іріней вручив їй від імені Настоятеля УПЦ (МП) орден преподобного Агапіта Печерського III ступеню.
12 травня 2005 року в Свято-знаменськом жіночому монастирі відбулося велике свято. У цей Пасхальний день, Дніпропетровський Архіпастир митрополит Іріней відвідав обитель і перед богослужінням зробив велике освячення відновленого з руїн храму на честь Знаменської ікони Божої Матері.
25 лютого 2012 року після важкої хвороби ігуменя Георгія (Ємельянова) відійшла до Господа. Рішенням священного синоду УПЦ від 8 травня 2012 року новою настоятелькою монастиря була затверджена монахиня Варвара (Бобер) із возведенням її у сан ігумені та покладанням наперсного хреста за посадою.
В даний час монастир відроджується і як місце благоговійних відвідин паломників. Зараз відновлений храм вже не може вміщати що всіх моляться.

## Ікона Знамення Божої Матері
Головною святинею монастиря, особливо шанованою черницям і віруючими Дніпропетровської єпархії, є ікона Знамення Божої Матері.